# Confine tra Croazia e Italia
Il confine tra la Croazia e l'Italia è interamente marittimo e si estende nel Mare Adriatico. Questo confine segue i tracciati definiti da un trattato bilaterale tra l'Italia e Jugoslavia firmato nel 1968. Durante la seconda guerra mondiale è esistito per un breve periodo un confine terrestre tra l'allora Regno d'Italia e lo Stato Indipendente di Croazia. Dopo la dissoluzione della Jugoslavia la Croazia ha ereditato la sua sezione marittima di confine. L'estremità settentrionale tuttavia è stata rivista con l'indipendenza dalla Slovenia nel 1991 e con la conseguente disputa sloveno-croata sul confine marittimo nella baia di Pirano.

## Storia

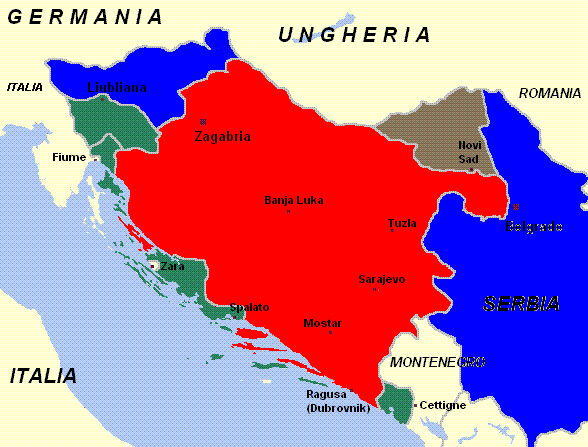
Divisione della Jugoslavia dopo la sua invasione da parte delle Potenze dell'Asse durante la seconda guerra mondiale (1941). In rosso lo Stato Indipendente di Croazia, in verde le aree annesse al Regno d'Italia, ovvero l'area costituente la provincia di Lubiana, l'area accorpata alla provincia di Fiume e le aree costituenti il Governatorato della Dalmazia, in blu le aree occupate dalla Germania nazista e in grigio le aree occupate dal Regno d'Ungheria.

Formalmente è esistito un confine terrestre tra l'allora Regno d'Italia e lo Stato Indipendente di Croazia, negli anni 1941-1945. 
Il confine iniziava il suo corso dal fiume Sava a ovest di Zagabria (dove i confini della parte della Slovenia occupata da Germania e Italia si incontravano con la Croazia). Poi correva a sud-ovest fino al fiume Kupa, lungo l'alveo fino alla catena del Gorski Kotar e raggiungeva il Mare Adriatico a est di Fiume (Rijeka). Coincideva con una parte del precedente confine austro-ungarico (1867-1918). Poi correva lungo il mare Adriatico, aggirando le isole incorporate in Italia, Krk (Veglia), Rab (Arbe) in direzione sud-est, lasciando l'isola di Pag (Pago) all'interno della Croazia e tornando sulla terraferma a nord di Zara. Correva in seguito a nord di Sebenico lungo le creste dei monti Velebit e Dinara, ritornando sulle coste adriatiche vicino a Spalato, rimanendo sul versante italiano e sul versante croato sulle isole di Brač e Hvar. Le isole di Korčula e Mljet rimasero sul versante italiano. Il tracciato raggiungeva infine il confine con il Montenegro (allora protettorato italiano).
Il confine fu stabilito nell'aprile 1941 dopo la sconfitta della Jugoslavia da parte delle truppe del Terzo Reich e dell'Italia (l'atto di resa fu firmato il 17 aprile 1941) e dopo che i croati proclamarono lo Stato Indipendente di Croazia il 10 aprile 1941.
In seguito agli accordi italo-tedeschi del 22 aprile 1941, il territorio della Jugoslavia fu suddiviso a Vienna. L'Italia annesse la Slovenia (provincia di Lubiana), la costa jugoslava e la Dalmazia (esclusa Dubrovnik) con la maggior parte delle isole adriatiche e acquisì il Regno del Montenegro come territorio occupato.
Lo Stato Indipendente di Croazia (che in effetti era un protettorato italiano controllato dalla Germania) includeva la Croazia e Bosnia con l'Erzegovina. Dopo la capitolazione dell'Italia nel 1943, i territori di occupazione italiana furono occupati dalle truppe tedesche e la Croazia riconquistò la parte italiana della Dalmazia. Lo Stato Indipendente di Croazia cessò di esistere nel maggio 1945. Il territorio croato divenne parte costituiva all'interno della Repubblica Socialista Federale di Jugoslavia prima come Repubblica Popolare di Croazia, e dal 1963 come Repubblica Socialista di Croazia.

## Accordo di delimitazione
Croazia
     Italia
Il tracciato attuale del confine marittimo è stato stabilito dall'accordo tra Italia e Jugoslavia relativo alla delimitazione della piattaforma continentale tra i due paesi nel Mar Adriatico firmato a Roma l'8 gennaio 1968. L'accordo stabilisce il criterio della linea mediana tra le coste dei due paesi, attribuendo un effetto nullo o minimo nel tracciamento della delimitazione, all'isola jugoslava di Pelagosa e ad altri isolotti. Il confine tiene infatti conto della presenza dell'isola croata di Pelagosa, al centro dell'Adriatico che costituisce un cerchio di sovranità di 12 miglia nautiche. 
Dopo la dissoluzione della Jugoslavia degli anni novanta, la Croazia, insieme a Slovenia e Montenegro, ha ereditato la sua sezione di confine marittimo come stato successorio rispetto all'accordo. Italia e Croazia hanno inoltre stipulato nel 2005 un'Intesa tecnica per la correzione della linea di delimitazione della loro piattaforma continentale comune nel mare Adriatico.
L'estremità settentrionale del confine marittimo è stata rivista con l'indipendenza dalla Slovenia nel 1991 e ha acceso una disputa sloveno-croata sul confine marittimo nella baia di Pirano. La Jugoslavia non aveva infatti stabilito la delimitazione dei confini marittimi delle rispettive repubbliche che componevano la federazione. Una disputa simile nell'estremità meridionale esisteva anche al confine tra la Croazia e la confederazione di Serbia e Montenegro nella penisola di Prevlaka nei pressi delle bocche di Cattaro.
Nel 2020 i governi di Italia e Croazia hanno annunciato l'intenzione di avviare i negoziati di un nuovo accordo sulla delimitazione dei confini marittimi.